# Esperimenti sulla sifilide in Guatemala

Guatemala

Gli esperimenti sulla sifilide in Guatemala sono stati esperimenti su soggetti umani ignari delle conseguenze, promossi dagli Stati Uniti d'America in Guatemala tra il 1946 ed il 1948, con la cooperazione di alcuni funzionari della sanità guatemaltechi ed ufficiali dell'esercito.
Personale medico infettò soldati, carcerati e pazienti psichiatrici con la sifilide e altre malattie sessualmente trasmissibili senza il consenso informato delle vittime, per poi curarle con antibiotici. Nell'ottobre 2010, il governo degli Stati Uniti presentò le proprie scuse ufficiali al Guatemala per aver effettuato questi esperimenti.

## Gli esperimenti
John Charles Cutler, medico della sanità pubblica statunitense (United States Public Health Service) guidò gli esperimenti per poi partecipare anche alle fasi finali dello Studio sulla sifilide di Tuskegee. Come risulta dagli archivi, Thomas Parran Jr., il dirigente del servizio sanitario nazionale statunitense (Surgeon General) all'epoca dei fatti, dichiarava che molti dei dettagli degli esperimenti erano tenuti nascosti alle autorità guatemalteche, ma c'era stata cooperazione e consenso da parte di alcuni livelli del governo del Guatemala. 
Gli esperimenti furono finanziati dal National Institutes of Health attraverso il Pan American Sanitary Bureau e coinvolsero molti funzionari del governo guatemalteco. Circa 1500 soggetti furono coinvolti negli esperimenti ma i risultati non furono mai pubblicati.
La professoressa Susan Mokotoff Reverby del Wellesley College (Wellesley, Massachusetts) scoprì la documentazione di questi esperimenti nel 2005 mentre svolgeva ricerche sullo studio di Tuskegee sulla sifilide all'interno degli archivi di Cutler e condivise la scoperta con i funzionari del governo degli Stati Uniti.
Mentre gli esperimenti di Tuskegee seguivano il naturale sviluppo della sifilide nei soggetti già ammalati, in Guatemala i dottori contagiarono persone sane. Lo scopo degli studi sembrava essere lo studio degli effetti della penicillina nella prevenzione e cura delle malattie veneree. I ricercatori pagarono prostitute affette da sifilide per copulare con i carcerati e ad alcuni soggetti venne inoculato direttamente il batterio. Quando i soggetti sviluppavano la malattia venivano trattati con antibiotici, anche se non è certo se tutti i pazienti siano stati curati.
L'attuale direttore del National Institutes of Health, Francis Collins, ha definito gli esperimenti come un nero capitolo della storia della medicina e ha notato come le regole attuali proibiscono assolutamente la sperimentazione su soggetti umani senza il consenso informato.
Inoltre vennero effettuate ricerche simili sulla profilassi della gonorrea e dell'ulcera venerea.
I soggetti scelti per gli esperimenti erano prostitute, carcerati, soldati e pazienti psichiatrici; il Centers for Disease Control and Prevention afferma come il progetto e la condotta degli esperimenti è stata immorale sotto molti aspetti, compreso esporre deliberatamente i soggetti a gravi rischi per la salute, mancanza di informazione e consenso sulle procedure sperimentali a cui venivano sottoposti e l'uso di popolazioni altamente vulnerabili.

## Scuse ufficiali
Nell'ottobre 2010, il governo statunitense si scusò formalmente e annunciò che per le violazioni dei diritti umani commese durante questi esperimenti non varrà la prescrizione dei reati. 
In una dichiarazione congiunta, Hillary Clinton e Kathleen Sebelius affermarono:
"Nonostante questi eventi siano accaduti più di 64 anni fa, siamo indignate che queste biasimevoli ricerche siano state condotte sotto le spoglie della sanità pubblica. Ci rammarichiamo profondamente che questo sia successo, e ci scusiamo con tutti coloro che sono stati colpiti da tali aberranti ricerche. La condotta mostrata durante tali ricerche non rappresenta i valori degli Stati Uniti, o i nostri sforzi per la promozione della dignità umana e il grande rispetto verso il popolo del Guatemala".
Le organizzazioni per i diritti umani hanno chiesto il risarcimento per i familiari delle vittime. Il presidente Barack Obama ha porto le sue scuse al presidente guatemalteco Álvaro Colom, che ha definito tali esperimenti "un crimine contro l'umanità".
Inoltre il governo degli Stati Uniti ha chiesto all'Institute of Medicine di condurre un'analisi di tali esperimenti.